# Karine Lanoie-Brien
 (décembre 2017).
Si vous disposez d'ouvrages ou d'articles de référence ou si vous connaissez des sites web de qualité traitant du thème abordé ici, merci de compléter l'article en donnant les références utiles à sa vérifiabilité et en les liant à la section « Notes et références ».
Karine Lanoie-Brien, mieux connue sous le pseudonyme de « K », est une conceptrice, scénariste et réalisatrice québécoise née en 1975. 

## Biographie
Les débuts de « K » dans les médias eurent lieu lors de l'émission Cyber Club sur le Réseau TVA en 1998. Puis dans les années 2000, on l'aperçoit comme chroniqueuse ou reporter dans les émissions Tôt ou Tard, Fort Boyard, Tam Tam, Gala Métrostar, Têtes@Kat, La revanche des Nerdz, Les Artisans du rebut global, Grands documentaires nature, Passez au vert, La vie en vert.
Aujourd’hui, K se décrit comme une « artiste multidisciplinaire ». En effet, elle est conceptrice et productrice de l’exposition 1000 jours  présentée à l’été 2012 au jardin botanique, instigatrice de Vous êtes ici, scénariste et réalisatrice d’expo67live, un film multiécran produit par l’ONF, conceptrice et scénariste de 33 petites histoires sur Montréal et sur nous à l’hotel Uville, conceptrice et scénariste de Laissez-nous raconter l’histoire une serie balado de Radio-Canada et travaille aussi comme scénariste et réalisatrice pour différents projets de baladodiffusion et documentaires.  

## Distinctions
- 2023 LAISSEZ-NOUS RACONTER  - RADIO-CANADA
- Nomination Prix Gémeaux meilleure recherche : émissionou série : documentaire
- 2022 TELLING OUR TWISTED HISTORIES - CBC LISTEN
- Gagnant argent Best Podcast: arts, culture, & society - Digital publishing awards
- Gagnant argent General series-diversity, equity & inclusion - w3a awards
- Nomination Best Non-fiction Podcast - rockie awards
- Nomination Best educational Podcast - New york festivals radio awards
- Nomination Best history Podcast -The ambies
- Nomination Best Podcast - RTDNA Central regional awards of excellence
- 2022 HOTEL UVILLE
- Gagnant : Prix Experience client - Prix Hotelia 2022 - association des hotels du Grand montreal
- 2021 LAISSEZ-NOUS RACONTER L’HISTOIRE CROCHIE - RADIO-CANADA OHDIO
- Gagnant Balado documentaire international Et Balado documentaire, enjeu de société - Numix
- Gagnant or Balado actualités et Politique - digital PublishiNG awards
- Gagnant Prix Francophone - Paris Podcast festival
- 2012  1 000 JOURS POUR LA PLANÈTE CAMP DE BASE - ESPACE POUR LA VIE
- Gagnant - Prix special Multidisciplinarité - Grand prix du design
- 2012 LA VIE EN VERT SAISON 6
- Nomination Prix Gémeaux recherche : talk-show, magazine
- Nomination Prix Gémeaux meilleure émission: talk-show, magazine
- 1999 CYBER CLUB - TVA
- Nomination Prix Gémeaux recherche : émission jeunesse